# Tom Warburton
Thomas Edward "Tom" Warburton (Filadelfia, Pensilvania; 23 de julio de 1968), también a veces acreditado como Mr. Warburton, es un animador, productor de televisión, guionista y diseñador de personajes estadounidense. Es conocido por haber creado la serie de televisión animada Codename: Kids Next Door. También creó el corto de animación Kenny and the Chimp. Antes de eso, trabajó como diseñador de producción en la primera temporada de Beavis and Butt-Head y fue el principal diseñador de personajes de la serie de animación Pepper Ann. También es autor del libro A Thousand Times No. Desde que se trasladó a Los Ángeles en 2009, ha trabajado en Disney Television Animation como director creativo de Pecezuelos, coproductor ejecutivo de Los 7E y productor ejecutivo de Muppet Babies.

## Primeros años
Warburton se crio en la zona de Filadelfia. Asistió a la Universidad de Kutztown antes de trasladarse a la ciudad de Nueva York para seguir una carrera en la animación.

## Carrera
Warburton es el creador de dos series de animación de Cartoon Network: Kenny y Chimpy: (1999) y Codename: Kids Next Door (2002) Sólo un episodio piloto fue producido por Kenny y Chimpy, pero Codename: Kids Next Door fue seleccionado a través de Cartoon Network "Big Pick", que se amplió en una serie. A partir de finales de 2005 es en la producción en su sexta temporada en Curious Pictures, en Manhattan. 
Ha estado involucrado con la industria de animación en Nueva York por muchos años, y ha trabajado para JJ Sedelmaier Productions y Jumbo Pictures, el diseño realizado para el personaje de Disney serie Pepper Ann y dirigió varios episodios de Mad Mutant, antes de su trabajo en Codename: Kids Next Door. 
Su alias, Numbuh Eleventy mil millones (un fallo KND) y Nogoodnik (un villano) de vez en cuando aparece en Codename: Kids Next Door, de acuerdo con un Q & A [atribución necesaria].

## Filmografía
| Año                  | Serie                      | Animador | Creador | 1997-2000 | Pepper Ann | Sí | Sí | Sí | No |
| 2002-2008            | Codename: Kids Next Door   | Sí       | Sí      | Sí        | Sí         |    |    |    |    |
| Sin fecha de estreno | Tom Warburton's Mad Mutant | Sí       | Sí      | Sí        | Sí         |    |    |    |    |